# 윈도우 비스타의 새로운 기능
윈도우 비스타의 새로운 기능은 다음과 같다.

## 새로운 기능

### 최종 사용자 기능
- 윈도우 에어로: 새로운 하드웨어 기반의 그래픽 사용자 인터페이스이다. 부드러운 애니메이션과 투명도를 제공한다.
- 윈도우 셸: 윈도우 XP와 달라진 새로운 윈도우 셸은 정렬, 탐색, 검색 기능을 제공한다. 윈도우 탐색기의 작업 표시줄이 제거되고 도구 모음에 작업 관련 옵션이 통합되어 있다. 인터넷 익스플로러처럼 즐겨 찾는 링크가 추가되어 한 번 클릭으로 원하는 공통 디렉터리로 이동할 수 있다. 시작 단추는 '시작'이라는 낱말이 제거된 채 진주빛 모양의 동그란 아이콘으로 변경되었다.
- 빠른 검색: 윈도우 비스타는 빠른 검색이라고 불리는 새로운 검색 방식의 기능을 제공한다. 이전 버전의 윈도우에서 볼 수 있는 검색 기능보다 훨씬 더 빠르고 깊이 있는 검색을 할 수 있다.[1]
- 윈도우 사이드바: 바탕 화면 가젯들을 놓을 수 있는 화면 측면에 투명한 판이 놓인다. 이러한 가젯들은 특별한 용도를 위해 설계된 작은 애플릿들이며 이를테면 날씨나 스포츠 점수 등을 보여 준다. 가젯은 바탕 화면의 다른 위치에도 놓을 수 있다.
- 윈도우 인터넷 익스플로러 7: 새로운 사용자 인터페이스, 탭 브라우징, RSS, 검색 상자, 개선된 인쇄, 페이지 크기 조절, 빠른 탭, 피싱 방지 필터, 수많은 보안 및 보호 기능, 국제화 도메인 이름 지원, 웹 표준 지원 개선. 윈도우 비스타의 IE7는 운영 체제의 다른 응용 프로그램과 별도로 보호 모드에서 동작한다.
- 윈도우 미디어 플레이어 11: 음악과 비디오를 정리하고 재생하는 마이크로소프트의 프로그램이다. 미디어 라이브러리, 사진 보기 등에 대한 새로운 그래픽 사용자 인터페이스가 도입되었다. 또한 음악 라이브러리를 비스타, 엑스박스 360이 설치된 컴퓨터의 네트워크를 통해 공유하는 기능이 있다.
- 백업 및 복원 센터(제어판 애플릿): 이전의 백업으로부터 복구하는 것뿐 아니라 컴퓨터의 주기적인 파일 백업을 계획하는 기능을 사용자에게 제공하는 백업 및 복구 응용 프로그램이 포함되어 있다. 매시간 변경 사항만 저장하기 때문에 디스크 여유 공간을 넓힐 수 있다. 완전한 PC 백업 기능(얼티밋, 비즈니스, 엔터프라이즈 에디션에서만 제공)도 제공하며 컴퓨터 전체를 하드 디스크나 DVD로 이미지 백업을 할 수 있게 해 준다.
- 윈도우 메일: 아웃룩 익스프레스를 대체하며 빠른 검색 기능이 도입되었다. 피싱 필터와 정크 메일 필터가 있으며 윈도우 업데이트를 통해 주기적인 업데이트로 기능을 강화시킬 수도 있다.[2]
- 윈도우 일정: 새로운 일정 및 작업을 위한 응용 프로그램이다.
- 윈도우 사진 갤러리: 사진 및 동영상 라이브러리 관리 응용 프로그램이다. 디지털 카메라로부터 정보를 얻고 색과 노출을 수정할 수 있으며 원하는 효과를 사용하여 슬라이드 쇼로 사진을 볼 수 있고 DVD로 슬라이드쇼를 구울 수도 있다.
- 윈도우 DVD 메이커: 윈도우 무비 메이커와 비교되는 프로그램으로 사용자는 DVD에 사용자 콘텐츠뿐 아니라 메뉴, 영상, 사운드트랙 등도 추가할 수 있다.
- 윈도우 미디어 센터: 홈 프리미엄, 얼티밋 에디션에 추가된 것으로 이전에 윈도우 XP의 특정 버전에서 윈도우 XP 미디어 센터 에디션으로 공개된 적이 있다.
- 게임 및 게임 탐색기: 체스 타이탄스, 퍼블 플레이스와 같은 윈도우 게임이 추가되어 있고 사용자가 새로 설치한 게임은 윈도우 탐색기에서 쉽게 확인할 수 있다.
- 윈도우 모바일 센터(제어판 애플릿): 모바일 컴퓨팅에 필요한 설정을 제어하는 프로그램이다. 배터리 수준/계획, 밝기, 소리, 무선 네트워크 등을 제어할 수 있다.
- 윈도우 미팅 스페이스(넷미팅 대체): 사용자들은 P2P 기술을 사용하여 응용 프로그램을 로컬 네트워크나 인터넷에 있는 다른 사용자와 공유할 수 있다. 스타터, 홈 에디션 사용자는 단순히 '참여' 기능만 사용할 수 있지만, 스타터, 홈 베이직 에디션은 호스팅 기능을 사용할 수 있다.
- 섀도 복사본: 자동으로 파일, 폴더의 백업 복사본을 날마다 만들어 낸다. 사용자는 제어판의 시스템 애플릿에 들어가서 시스템 보호 탭을 누른 다음 시스템 복원 지점을 설정함으로써 "섀도 복사본"을 만들 수 있다. 이 기능은 윈도우 비스타의 비즈니스, 엔터프라이즈, 얼티밋 에디션에서만 사용할 수 있으며 윈도우 서버 2003으로부터 기능을 물려받은 것이다.[3]
- 윈도우 업데이트(제어판 애플릿): 소프트웨어, 보안 업데이트가 단순해졌다.[4] 이제는 웹 애플리케이션 대신 제어판을 통해 업데이트를 수행할 수 있다. 윈도우 메일의 스팸 필터와 윈도우 디펜더의 정의 파일까지 자동으로 윈도우 업데이트를 통해 업데이트받을 수 있다. 자동 업데이트의 권장 설정을 선택한 사용자들은 새로운 장치를 추가할 때 사용 가능한 드라이버를 최신으로 유지할 수 있게 된다.
- 자녀 보호 (제어판 애플릿): 각 표준 사용자가 사용하고 설치하는 특정 웹사이트, 프로그램, 게임에 관리자가 접근할 수 있게 해 준다. 이 기능은 비즈니스, 엔터프라이즈 에디션에는 포함되어 있지 않다.
- 윈도우 사이드쇼 (제어판 애플릿): 새로운 노트북이나, 지원되는 윈도우 모바일 장치의 보조 디스플레이를 사용한다. 컴퓨터가 켜지고 꺼지는 동안 장치 가젯을 표시하는 데 이용된다.
- 음성 인식: 지원 언어는 영어, 스페인어, 프랑스어, 중국어(중국·대만), 일본어.
- 새로운 글꼴: 중국어(간체-Yahei, 번체-JhengHei), 일본어(Meiryo), 한국어(맑은 고딕) 글꼴. 클리어타입이 강화되며 기본으로 사용된다. 이번 한국어판 윈도우 비스타의 기본 한글 글꼴은 윈도우 95 이후 약 12년간 사용되어 온 굴림에서 클리어타입을 제대로 지원하는 맑은 고딕으로 바뀌었다.
- 문제 보고서 및 해결 방법 (제어판 애플릿)
- 개선된 소리 제어: 각 프로그램의 소리를 개별적으로 조절할 수 있고, 베이스 관리, 헤드폰 가상화 등 새로운 오디오 기능이 추가되어 있다.
- 사양 정보 및 도구: 시스템 성능을 평가하는 도구이다. CPU, 램, 2차원 및 3차원 그래픽 가속 성능, 그래픽 메모리, 하드 디스크 드라이브의 성능을 평가한다.[5][6]
- 윈도우 얼티밋 엑스트라: 윈도우 비스타의 얼티밋 에디션은 윈도우 업데이트를 통해 추가 기능을 몇 가지 제공한다. 추가 MUI 언어 팩, 비트로커, EFS 강화, 윈도우 드림씬(wmv 형식만 지원) 등을 제공한다.
- 디스크 관리: 윈도우 비스타의 논리 디스크 관리자는 볼륨을 줄이고 늘리는 것을 지원한다.
- 안정성 및 성능 모니터: 시스템 성능뿐 아니라 CPU, 디스크, 네트워크 메모리, 다른 리소스의 활동을 감시하는 도구를 여러 가지 포함하고 있다. 파일 동작, 현재 연결 상태 등을 표시한다.

### 핵심 기술
- 레디부스트, 레디드라이브: 속도가 빠른 플래시 메모리(USB 드라이브, 하이브리드 하드 디스크 드라이브에 각각 위치해 있음)를 캐시 메모리로 이용, 자주 사용하는 프로그램과 데이터를 캐시 처리해 시스템의 성능을 높이는 기술이다.
- 슈퍼페치: 기계 학습 기술을 사용하여 사용자의 윈도우 비스타 사용 패턴을 조사한 뒤 주어진 시간에 자주 자주 사용하는 필요 내용을 시스템 메모리에 미리 불러들이는 기능이다.
- IPv6: 완전하게 윈도우 비스타 운영 체제에 통합되었다. 이전 버전의 윈도우에서는 보통 서드 파티 무선 네트워킹 소프트웨어를 설치해야 정상 동작하였지만, 윈도우 비스타에서는 자체적으로 무선 네트워킹 지원을 포함하고 있다.
- 새로운 WDDM 및 새로워진 다이렉트3D: 윈도우 에어로 등 특별한 기능을 사용하기 위해 새로운 데스크톱 창 관리자를 이용한다. 다이렉트3D 10의 경우 고급 셰이더 지원뿐 아니라 그래픽 처리 장치가 CPU의 보조 없이 더 복잡한 연산을 수행할 수 있게 해 준다.[7]
- 메모리 관리자, 프로세스 스케줄러, 입출력 스케줄러 개선
- 힙 관리자(Heap Manager)를 통해 버퍼 오버플로 방지를 개선하였다.
- 커널 트랜잭션 관리자는 응용 프로그램이 원자적 처리를 통해 파일 시스템, 레지스트리와 함께 동작할 수 있게 해 준다.

### 보안 관련 기술
개선된 보안은 윈도우 비스타에서 주된 설계 목표이다. 그 결과 전작인 윈도우 XP보다 보안성이 비교할 수 없을 정도로 향상되었다.
- 사용자 계정 컨트롤은 가장 중요하면서도 보안 관련 변화들 가운데 가장 눈에 잘 띄는 기능이다. 사용자 계정 컨트롤은 사용자들이 자신의 컴퓨터를 기본적으로 더 낮은 권한으로 수행할 수 있도록 해 주는 보안 기술이다. 이전 버전의 윈도우에서는 이러한 기술 구현이 매우 힘들었는데, 이를테면 이전의 '제한된' 사용자 계정은 너무 제한적이어서 상당 부분의 응용 소프트웨어와 호환되지 않았음이 증명되었고 심지어는 시스템 알림 영역의 달력을 바꾸는 기본 기능조차도 사용할 수 없게 제한되었다. 윈도우 비스타에서는 관리자 권한을 요구하는 동작이 수행되면 사용자는 관리자 이름과 암호를 묻는다. 사용자가 이미 관리자인 경우에도 사용자는 여전히 이러한 권한 확인을 요구 받는다. 사용자 계정 컨트롤은 보안 데스크톱 모드에서 증명서를 요구하며, 여기서 화면이 완전히 시커멓게 되어 일시적으로 사용할 수 없으며 오직 권한 창이 활성화되고 강조된다. 인증창으로 간섭함으로써 사용자를 잘못된 곳으로 이끌 수 있는 악성 프로그램을 차단한 뒤 사용자에게 확인의 중요성을 인식시키는 것이 목적이다.
- 인터넷 익스플로러 7: 피싱 필터 등의 보안 기능이 포함되어 있다. 보안을 위해 액티브엑스 컨트롤이 기본으로 사용되지 않는다. 또한, 인터넷 익스플로러는 사용자 일반 권한보다도 더 낮은 '보호 모드'에서 돌아가므로 운영 체제의 다른 응용 프로그램과 별도로 실행된다. 이로써 임시 인터넷 파일 디렉터리를 수정하거나 접근하는 것을 막을 수 있다.[9]
- 윈도우 디펜더가 윈도우에 통합됨으로써 악성 코드와 다른 위협으로부터 시스템을 보호한다.
- 비트로커 드라이브 암호화(BitLocker Drive Encryption): 비스타의 엔터프라이즈, 얼티밋 에디션에 포함된 데이터 보호 기술이다.
- 윈도우 방화벽이 새롭게 업그레이드되어 들어오고 나가는 트래픽을 모두 필터링할 수 있게 되었다. 윈도우 XP 방화벽의 경우 기본적으로 들어오는 트래픽만 막을 수 있었다.

### 비즈니스 기술
비스타의 새로운 기능이 새로운 사용자 인터페이스, 보안 기술, 중심적인 운영 체제 개선 쪽에 초점이 맞추어져 있지만, 마이크로소프트는 또한 다음과 같은 이용, 유지 보수 기능을 제공하고 있다.
- WIM 이미지 포맷(WIM)
- 윈도우 분산 서비스는 이전 버전의 윈도우에 존재했던 원격 설치 서비스를 대체한다.
- 유닉스용 서비스
- 700개 정도의 새로운 그룹 정책 설정: 무선 네트워크, 이동식 기억 장치, 사용자 데스크톱 체험에 대한 구성이 확장되었다. 비스타는 또한 XML 기반 포맷을 도입하여 레지스트리 기반 정책 설정을 보여 주며, 다른 언어와 지질학적 장소에 있는 네트워크를 관리하기 쉽게 만들어 준다.
- 다중 언어 사용자 인터페이스: 지역 언어 지원을 제공하기 위해 언어 팩을 따로 설치해야 했던 이전 윈도우 버전과 달리, 윈도우 비스타 얼티밋과 엔터프라이즈 에디션은 사용자가 원하면 로그온, 로그오프 과정을 거침으로써 언어를 자유롭게 변경할 수 있게 지원한다.
- 무선 프로젝터 지원

### 개발자 기술
윈도우 비스타는 새롭고 수많은 응용 프로그램의 프로그래밍 인터페이스를 포함하고 있다. 닷넷 프레임워크 버전 3.0에는 클래스 라이브러리와 공통 언어 런타임으로 구성되어 있다. 버전 3.0에는 다음과 같은 새로운 구성 요소를 포함하고 있다.
- 윈도우 프레젠테이션 파운데이션: 벡터 그래픽스를 기반으로 하는 사용자 인터페이스 하부 시스템이자 프레임워크이다. 3차원 컴퓨터 그래픽스 하드웨어와 다이렉트X 기술을 이용한다. 윈도우 폼의 뒤를 이어 나온 시스템이다.
- 윈도우 커뮤니케이션 파운데이션: 서비스 지향 메시징 하부 시스템으로, 응용 프로그램과 시스템이 웹 서비스를 사용하여 가깝고 먼 거리에서 상호 소통할 수 있게 해 준다.
- 윈도우 워크플로 파운데이션: 워크플로를 사용하여 작업을 자동화한다. 윈도우에서 워크플로를 가능하게 하는 응용 프로그램을 위한 프로그래밍 모델이자, 엔진이자, 도구이다.
- 윈도우 카드스페이스: 개인의 디지털 정보를 안전하게 저장하는 구성 요소이며, 웹사이트에 로그인하는 등의 과정에서 통일된 인터페이스를 제공한다.

## 같이 보기
- 윈도우 서버 2008